# 第73回全日本大学サッカー選手権大会
第73回全日本大学サッカー選手権大会は、2024年12月7日から28日にかけて開催された全日本大学サッカー選手権大会（インカレ）。

## 概要
前回大会に引き続き、スポーツ施設・スポーツ用品を手がけるMCCスポーツ（三菱ケミカルホールディングスグループ）が特別協賛し、MCCスポーツpresents 2024年度 第73回 全日本大学サッカー選手権大会（英: MCC Sports presents The 73rd All Japan University Football Championship）の大会名で開催される。
2023年12月4日に発表された総理大臣杯全日本大学サッカートーナメント（総理大臣杯）及びインカレの大会改革に伴い、大会方式が大きく変更されて開催される初年度の大会となる。具体的には、出場チーム数が4チーム増の28チームになるのみならず、従来のシングルイリミネーショントーナメントから3ラウンド5ステージ制の大会へと様変わりする。

## レギュレーション
第73回大会から「予選ラウンド」「強化ラウンド」「決勝ラウンド」の3ラウンド制となり、「強化ラウンド」「決勝ラウンド」はさらに、4チーム総当たりの「グループステージ」と、グループステージ上位によるシングルイリミネーショントーナメントの「ノックアウトステージ」に分かれる。
予選ラウンド
決勝ラウンド・強化ラウンドに直接進む8チームを除いた20チームが参加する。
20チームを10グループに分け、グループ内の2チームが1試合制で勝敗を決する。どちらのホームで対戦するかは出場枠により予め定められている。
90分（前後半45分）で同点の場合は30分（前後半15分）の延長戦を行い、なお同点の場合はPK戦により勝敗を決める。
予選ラウンド勝者は決勝ラウンドに進み、敗者は強化ラウンドに進む。
強化ラウンド
予選ラウンド敗退の10チームにJUFA理事会の推薦する地区代表2チームの12チームが参加する。
グループステージ
12チームを3グループに分け、グループ内の4チームが1回戦総当たりのリーグ戦を戦う。90分で同点の場合は引き分けとする。
グループ内の勝敗に応じて勝ち点を付与し、勝ち点で最上位のチームと、グループ内2位のチーム同士を比較して最も成績の良い1チームがワイルドカードとしてノックアウトステージに進出する。
グループ内で勝ち点が並んだときは、「得失点差」「総得点」「当該チーム間の対戦成績（勝ち点→得失点差→総得点）」「反則ポイント」の順に比較し、なお同じ場合は抽選とする。
また、ワイルドカード比較に際しては「グループ1位チームとの対戦成績（勝ち点→得失点差→総得点）」「（リーグ戦全試合での）反則ポイント」の順に比較し（リーグ戦全試合の成績を比較しない）、なお同じ場合は抽選とする。
ノックアウトステージ
グループステージを勝ち上がった4チームによるシングルイリミネーショントーナメント（1試合制）を実施する。
90分（前後半45分）で同点の場合は30分（前後半15分）の延長戦を行い、なお同点の場合はPK戦により勝敗を決める。
最終的に勝ち残ったチームが強化ラウンド優勝チームとなる。なお、強化ラウンドで優勝しても決勝ラウンドに進むことは出来ないが、翌年のインカレで「強化ラウンド優勝地区」として地区出場枠が1つ割り当てられる。
決勝ラウンド
予選ラウンド勝利の10チームに決勝ラウンドにシードされた6チームの16チームが参加する。
グループステージ
16チームを4グループに分け、グループ内の4チームが1回戦総当たりのリーグ戦を戦う。90分で同点の場合は引き分けとする。
グループ内の勝敗に応じて勝ち点を付与し、勝ち点で上位2チームがノックアウトステージに進出する。
グループ内で勝ち点が並んだときは、「得失点差」「総得点」「当該チーム間の対戦成績（勝ち点→得失点差→総得点）」「反則ポイント」の順に比較し、なお同じ場合は抽選とする。
ノックアウトステージ
グループステージを勝ち上がった8チームによるシングルイリミネーショントーナメント（1試合制）を実施する。
90分（前後半45分）で同点の場合は30分（前後半15分）の延長戦を行い、なお同点の場合はPK戦により勝敗を決める。
決勝ラウンド優勝チームがその年のインカレ優勝チームとなる。

### 組み合わせについて
今大会は、組み合わせの決定に当たって抽選ではなく、従来総理大臣杯やインカレのシード枠決定に際し用いられた、各地域大学サッカー連盟を単位とした「ランキングポイント」により機械的に割り当てる方式を採用している。具体的には以下の要件で加算されたポイントを各地域連盟の持ちポイントとし、各地域連盟代表校に地域連盟の持ちポイントを出場順位順にドント方式で配分し、それを並列比較することで出場28校をランキングするというものである。
- 当該年度の総理大臣杯（第48回大会）の成績
  - 優勝：36pt、準優勝：24pt、ベスト4：12pt、ベスト8：6pt、ベスト16：3pt
- 3大会前（第70回大会）の成績
  - 優勝：12pt、準優勝：8pt、ベスト4：4pt、ベスト8：2pt、ベスト16：1pt
- 2大会前（第71回大会）の成績→3大会前の2倍ポイント
  - 優勝：24pt、準優勝：16pt、ベスト4：8pt、ベスト8：4pt、ベスト16：2pt
- 前回大会（第72回大会）の成績→3大会前の3倍ポイント
  - 優勝：36pt、準優勝：24pt、ベスト4：12pt、ベスト8：6pt、ベスト16：3pt

なお、次回大会以降はインカレの強化ラウンドベスト4以上にもポイントを付与することになっている。

## 出場校
2024年11月19日に出場28校が発表された。なお、九州大学サッカーリーグ1部で優勝し九州第1代表が内定していた福岡大学は参加申込書類の一部を期限内に大会事務局に提出できなかったことにより「開催要項に規定された大会参加資格を得られなかった」ものとして出場権が剥奪されている。
前回大会優勝が明治大学（関東）、準優勝が京都産業大学（関西）のため、関東と関西にそれぞれ出場枠が1ずつ追加されている。なお、追加される地区出場枠のうち「前年度強化ラウンド優勝地区」枠については大会方式変更の初年度に伴い、この年に限り「全日本大学サッカー連盟 (JUFA) 理事会推薦枠」とされ、具体的には総理大臣杯の3位チーム（準決勝で優勝チームに敗れたチーム）が充当されることになっている。
- 順位欄に「◎」のあるチームは予選ラウンドを免除され、決勝ラウンドから出場
- 順位欄に「×」のあるチームはJUFA理事会推薦枠として強化ラウンドに出場
- 順位欄に「◇」のあるチームは予選ラウンドでホーム扱いとなるチーム

| 地区             | 順   | 出場チーム       | 出場回数         | pt.     |
| ---------------- | ---- | ---------------- | ---------------- | ------- |
| 総理大臣杯優勝   | (1)◎ | 阪南大学         | 2大会ぶり22回目  | 96.000  |
| 総理大臣杯準優勝 | (1)◇ | 新潟医療福祉大学 | 7大会連続10回目  | 50.000  |
| 総理大臣杯3位    | (5)◇ | 東京国際大学     | 3大会連続4回目   | 38.200  |
| 北海道           | 1    | 札幌大学         | 2大会連続45回目  | 2.000   |
| 東北             | 1◇   | 八戸学院大学     | 2大会ぶり3回目   | 10.000  |
| 東北             | 2×   | 富士大学         | 2大会連続3回目   | 5.000   |
| 北信越           | 2    | 新潟経営大学     | 10大会ぶり5回目  | 25.000  |
| 北信越           | 3×   | 新潟産業大学     | 初出場           | 16.667  |
| 関東             | 1◎   | 明治大学         | 15大会連続23回目 | 191.000 |
| 関東             | 2◎   | 筑波大学         | 8大会連続42回目  | 95.500  |
| 関東             | 3◇   | 東洋大学         | 2大会連続3回目   | 63.667  |
| 関東             | 4◇   | 中央大学         | 4大会ぶり36回目  | 47.750  |
| 関東             | 6    | 日本大学         | 2大会連続5回目   | 31.833  |
| 関東             | 7    | 桐蔭横浜大学     | 2大会ぶり3回目   | 27.286  |
| 関東             | 8    | 東海大学         | 23大会ぶり9回目  | 23.875  |
| 東海             | 1◎   | 常葉大学         | 3大会連続15回目  | 23.000  |
| 東海             | 2◇   | 中京大学         | 5大会連続44回目  | 11.500  |
| 東海             | 3    | 東海学園大学     | 2大会連続8回目   | 7.667   |
| 関西             | 2◎   | 関西大学         | 3大会連続27回目  | 48.000  |
| 関西             | 3◇   | 京都産業大学     | 2大会連続9回目   | 32.000  |
| 関西             | 4    | 大阪体育大学     | 4大会ぶり23回目  | 24.000  |
| 関西             | 5    | 大阪学院大学     | 4大会連続4回目   | 19.200  |
| 関西             | 6    | 関西学院大学     | 6大会連続26回目  | 16.000  |
| 中国             | 1◇   | 広島大学         | 3大会連続15回目  | 6.000   |
| 四国             | 1◇   | 四国学院大学     | 2大会連続4回目   | 2.000   |
| 九州             | 1◎   | 九州産業大学     | 3大会連続21回目  | 16.000  |
| 九州             | 2◇   | 鹿屋体育大学     | 15大会連続27回目 | 8.000   |
| 九州             | 3    | 日本文理大学     | 5大会ぶり5回目   | 5.333   |

## 会場
出典：
予選ラウンド
- Jヴィレッジスタジアム（福島県双葉郡広野町）
- 味の素フィールド西が丘（東京都北区）
- AGFフィールド（東京都調布市）
- 石川県西部緑地公園陸上競技場（石川県金沢市）
- ウェーブスタジアム刈谷（愛知県刈谷市）
- J-GREEN堺メインフィールド（大阪府堺市）
- 福山通運ローズスタジアム（広島県福山市）
- Pikaraスタジアム（香川県丸亀市）
- 大津町運動公園球技場（熊本県菊池郡大津町）

強化ラウンド
- ひたちなか市総合運動公園陸上競技場（茨城県ひたちなか市）
- ひたちなか市総合運動公園スポーツ広場（茨城県ひたちなか市）
- ひたちなか地区多目的広場（茨城県ひたちなか市）
- IFAフットボールセンター（茨城県水戸市）

決勝ラウンド
- 栃木県グリーンスタジアム（栃木県宇都宮市）
- 栃木市総合運動公園陸上競技場（栃木県栃木市）
- さくらスタジアム（栃木県さくら市）
- ひたちなか市総合運動公園陸上競技場（茨城県ひたちなか市）
- J-GREEN堺メインフィールド（大阪府堺市）
- 四條畷市総合公園人工芝運動場（大阪府四條畷市）
- 岐阜メモリアルセンター長良川競技場（岐阜県岐阜市）
- 岐阜メモリアルセンター長良川メドウ（岐阜県岐阜市）
- ミクニワールドスタジアム北九州（福岡県北九州市）
- 黒崎播磨陸上競技場 in HONJO（福岡県北九州市）

## 予選ラウンド
予選ラウンドは各出場校の持ちポイントの高いチームと低いチームを対戦させ（ホーム側最上位の東洋大学vsアウェー側最下位の札幌大学、ホーム側2位の新潟医療福祉大学vsアウェー側9位の日本文理大学、等）、両チームの合計持ちポイントにより決勝ラウンド・強化ラウンドの組み分けが決まる。
| 2024年12月7日 [1] | 八戸学院大学 | 0 - 2    | 大阪体育大学                  | 広野町                                                     |
| 13:00             |              | 公式記録 | - 平瓦匠志 32分 - 79分 (o.g.) | 競技場: Jヴィレッジスタジアム 観客数: 190人 主審: 遠藤尊流 |

| 2024年12月7日 [2] | 新潟医療福祉大学                                              | 5 - 0    | 日本文理大学 | 金沢市                                                            |
| 11:00             | - 松本天夢 21分, 73分, 90分 - 田澤夢積 66分 - 上之平暉羅 85分 | 公式記録 |              | 競技場: 石川県西部緑地公園陸上競技場 観客数: 132人 主審: 竹本琉飛 |

| 2024年12月7日 [3] | 東洋大学                                                                       | 5 - 2    | 札幌大学                        | 東京都北区                                                  |
| 11:00             | - 湯之前匡央 10分 - Ponce尾森世知 26分, 54分 - 山之内佑成 39分 - 中山昂大 46分 | 公式記録 | - 野村光希 32分 - 河合駿樹 79分 | 競技場: 味の素フィールド西が丘 観客数: 393人 主審: 渡邉温太 |

| 2024年12月7日 [4] | 中央大学 | 0 - 1    | 東海学園大学      | 東京都北区                                                  |
| 14:00             |          | 公式記録 | - 今村元紀 45+2分 | 競技場: 味の素フィールド西が丘 観客数: 436人 主審: 勝山俊平 |

| 2024年12月7日 [5]                | 東京国際大学       | 1 - 1 (延長) (1 - 4 PK戦)                 | 関西学院大学     | 調布市                                             |
| 11:00                            | - 橋辺海智 105+2分 | 公式記録                                  | - 小西春輝 118分 | 競技場: AGFフィールド 観客数: 346人 主審: 今井潤太 |
|                                  | PK戦               |                                           |                  |                                                    |
| - 竹間永和 - 古谷柊介 - 吉田桂介 |                    | - 小西春輝 - 野中陸 - 徳弘匠 - 鈴木慎之介 |                  |                                                    |

| 2024年12月7日 [6]                           | 中京大学                           | 2 - 2 (延長) (3 - 1 PK戦)                     | 東海大学                    | 刈谷市                                                      |
| 14:00                                       | - 中嶋晃成 83分 - 前田寛太 120+5分 | 公式記録                                      | - 51分 (o.g.) - 吾妻駈 99分 | 競技場: ウェーブスタジアム刈谷 観客数: 812人 主審: 塩津将真 |
|                                             | PK戦                               |                                               |                             |                                                             |
| - 小林嘉人 - 屋嘉比奏汰 - 押富大輝 - 武藤寛 |                                    | - 吾妻駈 - 中熊岳琉 - 伊藤ジョフリー - 長木仁 |                             |                                                             |

| 2024年12月7日 [7]                                    | 京都産業大学                     | 2 - 2 (延長) (4 - 5 PK戦)                                  | 大阪学院大学                      | 堺市                                                           |
| 13:00                                                | - 菅野翔斗 26分 - 城水晃太 112分 | 公式記録                                                   | - 閑田隼人 6分 - 岡田佳己 120+1分 | 競技場: J-GREEN堺メインフィールド 観客数: 494人 主審: 宮尾駿希 |
|                                                      | PK戦                             |                                                            |                                   |                                                                |
| - 横窪皇太 - 伊藤翼 - 大串昇平 - 大串昇平 - 妹尾颯斗 |                                  | - 山本未来翔 - 鮫島拓巳 - 末瀬由太郎 - 岡田佳己 - 箱崎達也 |                                   |                                                                |

| 2024年12月7日 [8] | 広島大学        | 1 - 5    | 桐蔭横浜大学                                                          | 福山市                                                        |
| 13:00             | - 酒井大斗 48分 | 公式記録 | - 笠井佳祐 26分, 38分 - 遠藤貴成 29分 - 渡邊啓吾 65分 - 池田柚生 83分 | 競技場: 福山通運ローズスタジアム 観客数: 276人 主審: 藤原和希 |

| 2024年12月7日 [9] | 四国学院大学                  | 2 - 4    | 日本大学                                              | 丸亀市                                                |
| 13:00             | - 室津慈恩 50分 - 室天舞 81分 | 公式記録 | - 熊倉弘達 15分, 63分 - 青木大和 54分 - 平尾勇人 74分 | 競技場: Pikaraスタジアム 観客数: 140人 主審: 松木敬斗 |

| 2024年12月7日 [10] | 鹿屋体育大学                    | 2 - 1    | 新潟経営大学   | 大津町                                                    |
| 11:00              | - 石﨑祥摩 61分 - 片山颯人 71分 | 公式記録 | - 嶽本海吏 9分 | 競技場: 大津町運動公園球技場 観客数: 160人 主審: 池田辰哉 |

## 強化ラウンド

### グループ1
| 順 | チーム       | 試 | 勝 | 分 | 敗 | 得 | 失 | 差  | 点 | 出場権                   |
| -- | ------------ | -- | -- | -- | -- | -- | -- | --- | -- | ------------------------ |
| M2 | 中央大学     | 3  | 3  | 0  | 0  | 15 | 3  | +12 | 9  | ノックアウトステージ進出 |
| M7 | 八戸学院大学 | 3  | 1  | 1  | 1  | 7  | 8  | −1  | 4  |                          |
| 17 | 新潟産業大学 | 3  | 1  | 1  | 1  | 7  | 10 | −3  | 4  |                          |
| M8 | 四国学院大学 | 3  | 0  | 0  | 3  | 5  | 13 | −8  | 0  |                          |

| 2024年12月13日 [11] | 中央大学                                          | 3 - 1    | 八戸学院大学  | ひたちなか市                                                  |
| 11:00               | - 田中幹大 31分 - 遠山湧斗 71分 - 古川大洋 90+2分 | 公式記録 | - 石﨑蓮 35分 | 競技場: ひたちなか地区多目的広場A 観客数: 26人 主審: 平野照英 |

| 2024年12月13日 [14] | 新潟産業大学                                                             | 5 - 0    | 四国学院大学 | ひたちなか市                                                  |
| 14:00               | - 橋岡尚 1分 - 藤本千輝 14分 - 石渡栞 15分 - 東正也 17分 - 新田幹仁 77分 | 公式記録 |              | 競技場: ひたちなか地区多目的広場A 観客数: 41人 主審: 本多太郎 |

| 2024年12月15日 [25] | 中央大学                                              | 4 - 2    | 四国学院大学                    | ひたちなか市                                                             |
| 11:00               | - 遠山湧斗 10分, 39分 - 古川大洋 57分 - 田邊幸大 70分 | 公式記録 | - 熊野敬二郎 32分 - 河元海 75分 | 競技場: ひたちなか市総合運動公園 スポーツ広場2 観客数: 37人 主審: 加藤陸 |

| 2024年12月15日 [28] | 新潟産業大学                    | 2 - 2    | 八戸学院大学                      | ひたちなか市                                                               |
| 14:00               | - 藤本千輝 36分 - 新田幹仁 67分 | 公式記録 | - 木村大輝 70分 - 戸羽輝希 90+2分 | 競技場: ひたちなか市総合運動公園 スポーツ広場2 観客数: 40人 主審: 黒澤航介 |

| 2024年12月17日 [39] | 八戸学院大学                            | 4 - 3    | 四国学院大学                               | 水戸市                                                                |
| 11:00               | - 栗澤陸 34分, 62分, 64分 - 梁現竣 83分 | 公式記録 | - 室天舞 2分 - 中西拓斗 22分 - 河元海 87分 | 競技場: IFAフットボールセンター Aピッチ 観客数: 14人 主審: 牛田健太郎 |

| 2024年12月17日 [42] | 新潟産業大学 | 0 - 8    | 中央大学 | 水戸市                                                            |
| 14:00               |              | 公式記録 | - 杉山耀建 40分 - 遠山湧斗 44分 - 田中幹大 45+1分, 60分 - 岡野一恭平 61分 - 西岡隼平 73分 - 北浜琉星 77分 - 尾川丈 82分 | 競技場: IFAフットボールセンター Aピッチ 観客数: 16人 主審: 三品敢 |

### グループ2
| 順 | チーム       | 試 | 勝 | 分 | 敗 | 得 | 失 | 差 | 点 | 出場権                   |
| -- | ------------ | -- | -- | -- | -- | -- | -- | -- | -- | ------------------------ |
| M6 | 東海大学     | 3  | 2  | 0  | 1  | 5  | 3  | +2 | 6  | ノックアウトステージ進出 |
| M9 | 広島大学     | 3  | 1  | 2  | 0  | 6  | 5  | +1 | 5  | ノックアウトステージ進出 |
| M3 | 日本文理大学 | 3  | 1  | 1  | 1  | 6  | 6  | 0  | 4  |                          |
| 26 | 富士大学     | 3  | 0  | 1  | 2  | 4  | 7  | −3 | 1  |                          |

| 2024年12月13日 [12] | 日本文理大学    | 1 - 2    | 東海大学                        | 水戸市                                                              |
| 11:00               | - 和田俊星 14分 | 公式記録 | - 大戸太陽 52分 - 大塚瑶平 70分 | 競技場: IFAフットボールセンター Aピッチ 観客数: 44人 主審: 日髙健太 |

| 2024年12月13日 [15] | 富士大学                        | 2 - 2    | 広島大学                       | 水戸市                                                                |
| 14:00               | - 木村快 68分 - 奥野睦生 90+2分 | 公式記録 | - 入江大雅 6分 - 酒井大斗 35分 | 競技場: IFAフットボールセンター Aピッチ 観客数: 37人 主審: 兵頭悠太郎 |

| 2024年12月15日 [26] | 日本文理大学                      | 2 - 2    | 広島大学           | ひたちなか市                                                               |
| 11:00               | - 吉田大河 50分 - 和田俊星 90+1分 | 公式記録 | - 倉惟雲 9分, 51分 | 競技場: ひたちなか市総合運動公園 スポーツ広場1 観客数: 45人 主審: 今井陸翔 |

| 2024年12月15日 [29] | 富士大学 | 0 - 2    | 東海大学                      | ひたちなか市                                                               |
| 11:00               |          | 公式記録 | - 渡邊翼 50分 - 松橋啓太 53分 | 競技場: ひたちなか市総合運動公園 スポーツ広場1 観客数: 73人 主審: 穴水隼磨 |

| 2024年12月17日 [40] | 東海大学     | 1 - 2    | 広島大学                | ひたちなか市                                                             |
| 11:00               | - 鈴木遼 8分 | 公式記録 | - 酒井大斗 43分, 45+1分 | 競技場: ひたちなか市総合運動公園 スポーツ広場2 観客数: 39人 主審: 太田翼 |

| 2024年12月17日 [43] | 富士大学                | 2 - 3    | 日本文理大学                       | ひたちなか市                                                               |
| 11:00               | - 原田遥翔 45+1分, 78分 | 公式記録 | - 髙畑涼 7分, 42分 - 川原琉翔 59分 | 競技場: ひたちなか市総合運動公園 スポーツ広場2 観客数: 52人 主審: 高野壮太 |

### グループ3
| 順  | チーム       | 試 | 勝 | 分 | 敗 | 得 | 失 | 差 | 点 | 出場権                   |
| --- | ------------ | -- | -- | -- | -- | -- | -- | -- | -- | ------------------------ |
| M5  | 京都産業大学 | 3  | 2  | 1  | 0  | 6  | 4  | +2 | 7  | ノックアウトステージ進出 |
| M4  | 東京国際大学 | 3  | 2  | 0  | 1  | 8  | 6  | +2 | 6  |                          |
| M10 | 新潟経営大学 | 3  | 1  | 1  | 1  | 8  | 5  | +3 | 4  |                          |
| M1  | 札幌大学     | 3  | 0  | 0  | 3  | 3  | 10 | −7 | 0  |                          |

| 2024年12月13日 [13] | 東京国際大学    | 1 - 2    | 京都産業大学          | 水戸市                                                              |
| 11:00               | - 古谷柊介 61分 | 公式記録 | - 菅野翔斗 53分, 64分 | 競技場: IFAフットボールセンター Bピッチ 観客数: 47人 主審: 永井郁充 |

| 2024年12月13日 [16] | 札幌大学 | 0 - 4    | 新潟経営大学                               | 水戸市                                                              |
| 14:00               |          | 公式記録 | - 仲野愛斗 7分, 76分 - 嶽本海吏 19分, 33分 | 競技場: IFAフットボールセンター Bピッチ 観客数: 24人 主審: 田中陽哉 |

| 2024年12月15日 [27] | 東京国際大学                        | 2 - 1    | 新潟経営大学      | ひたちなか市                                                    |
| 11:00               | - 佐藤柊椰 45+2分 - 三枝虎太郎 59分 | 公式記録 | - 仲野愛斗 90+1分 | 競技場: ひたちなか地区多目的広場A 観客数: 60人 主審: 磯ケ谷佳心 |

| 2024年12月15日 [30] | 札幌大学 | 0 - 1    | 京都産業大学    | ひたちなか市                                                  |
| 14:00               |          | 公式記録 | - 妹尾颯斗 43分 | 競技場: ひたちなか地区多目的広場A 観客数: 43人 主審: 加藤聖二 |

| 2024年12月17日 [41] | 京都産業大学                                     | 3 - 3    | 新潟経営大学                        | ひたちなか市                                                               |
| 11:00               | - 山村朔冬 1分 - 横窪皇太 31分 - 田中寿宗 90+5分 | 公式記録 | - 白井敬 75分, 88分 - 仲野愛斗 85分 | 競技場: ひたちなか市総合運動公園 スポーツ広場1 観客数: 40人 主審: 水野颯斗 |

| 2024年12月17日 [44] | 札幌大学                            | 3 - 5    | 東京国際大学                                                                    | ひたちなか市                                                                 |
| 14:00               | - 河合駿樹 14分, 87分 - 櫻井廉 20分 | 公式記録 | - 神谷悠介 33分 - 古谷柊介 62分 - 78分 (o.g.) - 尾崎岳人 81分 - 吉田桂介 90+1分 | 競技場: ひたちなか市総合運動公園 スポーツ広場1 観客数: 33人 主審: 高浪遼太郎 |

### ノックアウトステージ（強化ラウンド）
ワイルドカードについては、1位チームとの対戦での勝ち点（八戸学院大学；0、広島大学；3、東京国際大学；0）による比較で広島大学が準決勝に進出した。
|  | 準決勝          | 準決勝       |                        |   | 決勝 | 決勝 |
|  |                 |              |                        |   |      |      |
|  | 12月19日・IFA-A |              |                        |   |      |      |
|  |                 |              |                        |   |      |      |
|  | 中央大学        | 4            |                        |   |      |      |
|  | 中央大学        | 4            | 12月21日・ひたちなか陸 |   |      |      |
|  | 広島大学        | 1            |                        |   |      |      |
|  | 広島大学        | 1            | 中央大学               | 1 |      |      |
|  | 12月19日・IFA-B |              | 中央大学               | 1 |      |      |
|  |                 | 京都産業大学 | 3                      |   |      |      |
|  | 京都産業大学    | 京都産業大学 | 3                      | 1 |      |      |
|  | 京都産業大学    |              |                        | 1 |      |      |
|  | 東海大学        | 0            |                        |   |      |      |
|  | 東海大学        | 0            |                        |   |      |      |

| 中央大学                                                | 4 - 1    | 広島大学        |
| ------------------------------------------------------- | -------- | --------------- |
| - 北浜琉星 51分, 65分 - 杉山耀建 76分 - 佐藤陽輝 90+3分 | 公式記録 | - 大渡祐希 74分 |

| 京都産業大学    | 1 - 0    | 東海大学 |
| --------------- | -------- | -------- |
| - 菅野翔斗 32分 | 公式記録 |          |

| 中央大学        | 1 - 3    | 京都産業大学                                    |
| --------------- | -------- | ----------------------------------------------- |
| - 古川大洋 73分 | 公式記録 | - 中田樹音 20分 - 菅野翔斗 71分 - 岩村匠馬 89分 |

## 決勝ラウンド

### Aグループ
| 順  | チーム       | 試 | 勝 | 分 | 敗 | 得 | 失 | 差 | 点 | 出場権                   |
| --- | ------------ | -- | -- | -- | -- | -- | -- | -- | -- | ------------------------ |
| M5  | 大阪学院大学 | 3  | 2  | 0  | 1  | 5  | 3  | +2 | 6  | ノックアウトステージ進出 |
| 1   | 明治大学     | 3  | 1  | 2  | 0  | 2  | 0  | +2 | 5  | ノックアウトステージ進出 |
| M4  | 関西学院大学 | 3  | 1  | 1  | 1  | 2  | 2  | 0  | 4  |                          |
| M10 | 鹿屋体育大学 | 3  | 0  | 1  | 2  | 0  | 4  | −4 | 1  |                          |

| 2024年12月14日 [17] | 関西学院大学      | 1 - 2    | 大阪学院大学          | ひたちなか市                                                              |
| 11:00               | - 古田和之介 32分 | 公式記録 | - 閑田隼人 24分, 74分 | 競技場: ひたちなか市総合運動公園 陸上競技場 観客数: 80人 主審: 佐々木就将 |

| 2024年12月14日 [21] | 明治大学 | 0 - 0    | 鹿屋体育大学 | ひたちなか市                                                             |
| 14:00               |          | 公式記録 |              | 競技場: ひたちなか市総合運動公園 陸上競技場 観客数: 240人 主審: 西坂太貴 |

| 2024年12月16日 [31] | 関西学院大学      | 1 - 0    | 鹿屋体育大学 | ひたちなか市                                                            |
| 11:00               | - 先田颯成 45+3分 | 公式記録 |              | 競技場: ひたちなか市総合運動公園 陸上競技場 観客数: 97人 主審: 永井郁充 |

| 2024年12月16日 [35] | 明治大学                        | 2 - 0    | 大阪学院大学 | ひたちなか市                                                             |
| 14:00               | - 島野怜 24分 - 熊取谷一星 33分 | 公式記録 |              | 競技場: ひたちなか市総合運動公園 陸上競技場 観客数: 135人 主審: 千葉美咲 |

| 2024年12月18日 [45] | 大阪学院大学                                 | 3 - 0    | 鹿屋体育大学 | ひたちなか市                                                            |
| 11:00               | - 青木玲 8分 - 閑田隼人 19分 - 光成大地 72分 | 公式記録 |              | 競技場: ひたちなか市総合運動公園 陸上競技場 観客数: 61人 主審: 岩本駿士 |

| 2024年12月18日 [49] | 明治大学 | 0 - 0    | 関西学院大学 | ひたちなか市                                                             |
| 14:00               |          | 公式記録 |              | 競技場: ひたちなか市総合運動公園 陸上競技場 観客数: 112人 主審: 今井潤太 |

### Bグループ
| 順 | チーム           | 試 | 勝 | 分 | 敗 | 得 | 失 | 差 | 点 | 出場権                   |
| -- | ---------------- | -- | -- | -- | -- | -- | -- | -- | -- | ------------------------ |
| M3 | 新潟医療福祉大学 | 3  | 3  | 0  | 0  | 9  | 3  | +6 | 9  | ノックアウトステージ進出 |
| M9 | 桐蔭横浜大学     | 3  | 2  | 0  | 1  | 4  | 3  | +1 | 6  | ノックアウトステージ進出 |
| 2  | 阪南大学         | 3  | 1  | 0  | 2  | 6  | 10 | −4 | 3  |                          |
| M6 | 中京大学         | 3  | 0  | 0  | 3  | 4  | 7  | −3 | 0  |                          |

| 2024年12月14日 [18] | 新潟医療福祉大学                | 2 - 1    | 中京大学        | 四條畷市                                                              |
| 11:00               | - 秋元琉星 27分 - 吉田晃盛 53分 | 公式記録 | - 井上陽太 13分 | 競技場: 四條畷市総合公園・人工芝運動場 観客数: 141人 主審: 小山龍之介 |

| 2024年12月14日 [22] | 阪南大学        | 1 - 2    | 桐蔭横浜大学                    | 四條畷市                                                            |
| 14:00               | - 中田有祐 66分 | 公式記録 | - 渡邊啓吾 27分 - 笠井佳祐 54分 | 競技場: 四條畷市総合公園・人工芝運動場 観客数: 100人 主審: 別處大輝 |

| 2024年12月16日 [32] | 新潟医療福祉大学 | 1 - 0    | 桐蔭横浜大学 | 堺市                                                         |
| 11:00               | - 吉田晃盛 70分  | 公式記録 |              | 競技場: J-GREEN堺メインフィールド 観客数: 108人 主審: 木下心 |

| 2024年12月16日 [36] | 阪南大学                              | 3 - 2    | 中京大学                       | 堺市                                                           |
| 14:00               | - 金本毅騎 28分 - 松本楓悟 29分, 35分 | 公式記録 | - 中嶋晃成 6分 - 有働夢叶 15分 | 競技場: J-GREEN堺メインフィールド 観客数: 217人 主審: 宮尾駿希 |

| 2024年12月18日 [46] | 中京大学        | 1 - 2    | 桐蔭横浜大学                      | 堺市                                                         |
| 11:00               | - 有働夢叶 71分 | 公式記録 | - 肥田野蓮治 81分 - 久永瑠音 86分 | 競技場: J-GREEN堺メインフィールド 観客数: 129人 主審: 古田鉱 |

| 2024年12月18日 [50] | 阪南大学                        | 2 - 6    | 新潟医療福祉大学                                                                          | 堺市                                                           |
| 14:00               | - 金本毅騎 31分 - 森村俊太 85分 | 公式記録 | - 吉田晃盛 25分, 62分 - 田澤夢積 45+3分 - 細井響 72分 - 上之平暉羅 76分 - 漆舘拳大 90+2分 | 競技場: J-GREEN堺メインフィールド 観客数: 179人 主審: 木村翔太 |

### Cグループ
| 順 | チーム       | 試 | 勝 | 分 | 敗 | 得 | 失 | 差 | 点 | 出場権                   |
| -- | ------------ | -- | -- | -- | -- | -- | -- | -- | -- | ------------------------ |
| 3  | 筑波大学     | 3  | 2  | 1  | 0  | 8  | 1  | +7 | 7  | ノックアウトステージ進出 |
| M7 | 大阪体育大学 | 3  | 1  | 1  | 1  | 2  | 1  | +1 | 4  | ノックアウトステージ進出 |
| 18 | 九州産業大学 | 3  | 1  | 0  | 2  | 4  | 8  | −4 | 3  |                          |
| M2 | 東海学園大学 | 3  | 1  | 0  | 2  | 3  | 7  | −4 | 3  |                          |

| 2024年12月14日 [19] | 筑波大学                                          | 3 - 0    | 東海学園大学 | 北九州市                                                         |
| 11:00               | - 池谷銀姿郎 50分 - 半代将都 59分 - 角昂志郎 77分 | 公式記録 |              | 競技場: 黒崎播磨陸上競技場 in HONJO 観客数: 160人 主審: 吉田宗太 |

| 2024年12月14日 [23] | 九州産業大学    | 1 - 0    | 大阪体育大学 | 北九州市                                                         |
| 14:00               | - 飯星明良 39分 | 公式記録 |              | 競技場: 黒崎播磨陸上競技場 in HONJO 観客数: 150人 主審: 山根晴喜 |

| 2024年12月16日 [33] | 筑波大学 | 0 - 0    | 大阪体育大学 | 北九州市                                                         |
| 11:00               |          | 公式記録 |              | 競技場: 黒崎播磨陸上競技場 in HONJO 観客数: 130人 主審: 別府朋香 |

| 2024年12月16日 [37] | 九州産業大学          | 2 - 3    | 東海学園大学                                      | 北九州市                                                        |
| 14:00               | - 菊地雄太 33分, 83分 | 公式記録 | - 長谷部希星 14分 - 高橋旺良 85分 - 大塚一希 88分 | 競技場: 黒崎播磨陸上競技場 in HONJO 観客数: 70人 主審: 井上遊星 |

| 2024年12月18日 [47] | 東海学園大学 | 0 - 2    | 大阪体育大学                    | 北九州市                                                            |
| 11:00               |              | 公式記録 | - 古山兼悟 18分 - 佐野竜眞 74分 | 競技場: ミクニワールドスタジアム北九州 観客数: 110人 主審: 佐藤奨真 |

| 2024年12月18日 [51] | 九州産業大学    | 1 - 5    | 筑波大学                                                              | 北九州市                                                            |
| 14:00               | - 岩崎海駕 37分 | 公式記録 | - 安藤寿岐 18分 - 池谷銀姿郎 28分 - 角昂志郎 31分, 56分 - 55分 (o.g.) | 競技場: ミクニワールドスタジアム北九州 観客数: 270人 主審: 山根晴喜 |

### Dグループ
| 順 | チーム   | 試 | 勝 | 分 | 敗 | 得 | 失 | 差 | 点 | 出場権                   |
| -- | -------- | -- | -- | -- | -- | -- | -- | -- | -- | ------------------------ |
| M1 | 東洋大学 | 3  | 2  | 0  | 1  | 4  | 1  | +3 | 6  | ノックアウトステージ進出 |
| M8 | 日本大学 | 3  | 2  | 0  | 1  | 3  | 1  | +2 | 6  | ノックアウトステージ進出 |
| 6  | 関西大学 | 3  | 1  | 0  | 2  | 1  | 3  | −2 | 3  |                          |
| 15 | 常葉大学 | 3  | 1  | 0  | 2  | 1  | 4  | −3 | 3  |                          |

| 2024年12月14日 [20] | 関西大学 | 0 - 1    | 東洋大学            | 岐阜市                                                                  |
| 11:00               |          | 公式記録 | - 増田鈴太郎 90+6分 | 競技場: 岐阜メモリアルセンター長良川競技場 観客数: 193人 主審: 伊藤遼人 |

| 2024年12月14日 [24] | 常葉大学        | 1 - 0    | 日本大学 | 岐阜市                                                                |
| 14:00               | - 秦心太朗 44分 | 公式記録 |          | 競技場: 岐阜メモリアルセンター長良川競技場 観客数: 136人 主審: 古田鉱 |

| 2024年12月16日 [34] | 関西大学 | 0 - 2    | 日本大学                        | 岐阜市                                                                  |
| 11:00               |          | 公式記録 | - 熊倉弘達 29分 - 平尾勇人 54分 | 競技場: 岐阜メモリアルセンター長良川メドウ 観客数: 117人 主審: 塩津将真 |

| 2024年12月16日 [38] | 常葉大学 | 0 - 3    | 東洋大学                                        | 岐阜市                                                                 |
| 14:00               |          | 公式記録 | - 南雄大 17分 - 増田鈴太郎 66分 - 田制裕作 76分 | 競技場: 岐阜メモリアルセンター長良川メドウ 観客数: 98人 主審: 竹本琉飛 |

| 2024年12月18日 [48] | 東洋大学 | 0 - 1    | 日本大学          | 岐阜市                                                                  |
| 11:00               |          | 公式記録 | - 関日向多 90+3分 | 競技場: 岐阜メモリアルセンター長良川メドウ 観客数: 114人 主審: 塩津将真 |

| 2024年12月18日 [52] | 常葉大学 | 0 - 1    | 関西大学        | 岐阜市                                                                  |
| 14:00               |          | 公式記録 | - 川島功奨 49分 | 競技場: 岐阜メモリアルセンター長良川メドウ 観客数: 111人 主審: 竹本琉飛 |

### ノックアウトステージ（決勝ラウンド）
|  | 準々決勝           | 準々決勝         |                  |      | 準決勝 | 準決勝 |  |  | 決勝 | 決勝 |
|  |                    |                  |                  |      |        |        |  |  |      |      |
|  | 12月22日・栃木総陸 |                  |                  |      |        |        |  |  |      |      |
|  |                    |                  |                  |      |        |        |  |  |      |      |
|  | 大阪学院大学       | 1                |                  |      |        |        |  |  |      |      |
|  | 大阪学院大学       | 1                | 12月25日・栃木グ |      |        |        |  |  |      |      |
|  | 桐蔭横浜大学       | 5                |                  |      |        |        |  |  |      |      |
|  | 桐蔭横浜大学       | 5                | 桐蔭横浜大学     | 0    |        |        |  |  |      |      |
|  | 12月22日・さくら   |                  | 桐蔭横浜大学     | 0    |        |        |  |  |      |      |
|  |                    | 東洋大学         | 1                |      |        |        |  |  |      |      |
|  | 東洋大学           | 東洋大学         | 1                | 3    |        |        |  |  |      |      |
|  | 東洋大学           |                  | 12月28日・栃木グ | 3    |        |        |  |  |      |      |
|  | 大阪体育大学       | 1                |                  |      |        |        |  |  |      |      |
|  | 大阪体育大学       | 1                | 東洋大学         | 1    |        |        |  |  |      |      |
|  | 12月22日・栃木総陸 |                  | 東洋大学         | 1    |        |        |  |  |      |      |
|  |                    | 新潟医療福祉大学 | 0                |      |        |        |  |  |      |      |
|  | 新潟医療福祉大学   | 新潟医療福祉大学 | 0                | 2    |        |        |  |  |      |      |
|  | 新潟医療福祉大学   | 12月25日・栃木グ |                  | 2    |        |        |  |  |      |      |
|  | 日本大学           | 1                |                  |      |        |        |  |  |      |      |
|  | 日本大学           | 1                | 新潟医療福祉大学 | 0(4) |        |        |  |  |      |      |
|  | 12月22日・さくら   |                  | 新潟医療福祉大学 | 0(4) |        |        |  |  |      |      |
|  |                    | 明治大学         | 0(3)             |      |        |        |  |  |      |      |
|  | 筑波大学           | 明治大学         | 0(3)             | 0(4) |        |        |  |  |      |      |
|  | 筑波大学           |                  |                  | 0(4) |        |        |  |  |      |      |
|  | 明治大学           | 0(5)             |                  |      |        |        |  |  |      |      |
|  | 明治大学           | 0(5)             |                  |      |        |        |  |  |      |      |

#### 準々決勝
| 大阪学院大学    | 1 - 5    | 桐蔭横浜大学                                        |
| --------------- | -------- | --------------------------------------------------- |
| - 中井小鉄 13分 | 公式記録 | - 笠井佳祐 25分, 39分, 50分, 54分 - 岡崎寅太郎 89分 |

| 東洋大学                                      | 3 - 1    | 大阪体育大学    |
| --------------------------------------------- | -------- | --------------- |
| - 湯之前匡央 18分 - 髙橋輝 38分 - 荒井涼 54分 | 公式記録 | - 池戸柊宇 56分 |

| 新潟医療福祉大学              | 2 - 1    | 日本大学        |
| ----------------------------- | -------- | --------------- |
| - 森駿人 84分 - 松本天夢 88分 | 公式記録 | - 熊倉弘達 76分 |

| 筑波大学                                             | 0 - 0 (延長) | 明治大学                                             |
| ---------------------------------------------------- | ------------ | ---------------------------------------------------- |
|                                                      | 公式記録     |                                                      |
| PK戦                                                 |              |                                                      |
| - 内野航太郎 - 加藤玄 - 沖田空 - 竹内崇人 - 福井啓太 | 4 - 5        | - 三品直哉 - 真鍋隼虎 - 稲垣篤志 - 中村草太 - 島野怜 |

#### 準決勝
| 桐蔭横浜大学 | 0 - 1    | 東洋大学        |
| ------------ | -------- | --------------- |
|              | 公式記録 | 増田鈴太郎 78分 |

| 新潟医療福祉大学                                     | 0 - 0 (延長) | 明治大学                                             |
| ---------------------------------------------------- | ------------ | ---------------------------------------------------- |
|                                                      | 公式記録     |                                                      |
| PK戦                                                 |              |                                                      |
| - 松本天夢 - 大塚天翔 - 向井俊貴 - 青木友佑 - 細井響 | 4 - 3        | - 真鍋隼虎 - 三品直哉 - 内山開翔 - 島野怜 - 稲垣篤志 |

#### 決勝
| 東洋大学        | 1 - 0    | 新潟医療福祉大学 |
| --------------- | -------- | ---------------- |
| - 新井悠太 39分 | 公式記録 |                  |

## 表彰
出典：
| 賞             | 受賞者   | 所属(学年)              |
| -------------- | -------- | ----------------------- |
| MVP            | 新井悠太 | 東洋大学（4年）         |
| MIP            | 松本天夢 | 新潟医療福祉大学（4年） |
| 得点王         | 笠井佳祐 | 桐蔭横浜大学（4年）     |
| フェアプレー賞 | 東洋大学 | 東洋大学                |